# Two World Financial Center
225 Liberty Street, anterior denumit Two World Financial Center este unul din cei mai mari zgârie-nori din New York City.